# علیرضا تابش (زاده ۱۳۳۱)
علیرضا تابش (۲۰ اسفند ۱۳۳۱ در اصفهان – ۲ مرداد ۱۴۰۰ در تهران) سیاستمدار و مدیر اجرایی ایرانی بود.
وی در دوره وزارت علی‌محمد بشارتی به‌عنوان معاون سیاسی وزارت کشور فعالیت می‌کرد و پس از آن ریاست بنیاد مسکن انقلاب اسلامی را بر عهده داشت.
تابش در دوره ریاست جمهوری سید علی خامنه‌ای به مدت چهار سال و چهار ماه استاندار کردستان بود. وی در دوره ریاست جمهوری اکبر هاشمی رفسنجانی به‌عنوان استاندار گیلان به مدت دو سال و هشت ماه و سپس استاندار خوزستان به مدت یکسال و در دوره وزارت علی‌محمد بشارتی در سمت معاون سیاسی وزارت کشور فعالیت می‌کرد و پس از آن در سمت ریاست بنیاد مسکن انقلاب اسلامی مشغول به فعالیت بود.

## درگذشت
تابش در تاریخ دوم مردادماه سال ۱۴۰۰، بر اثر بیماری کرونا درگذشت و در جوار حرم شاه عبدالعظم حسنی آرام گرفت.

## سوابق
- استاندار گیلان
- استاندار کردستان
- استاندار خوزستان
- معاون سیاسی وزارت کشور
- ریاست بنیاد مسکن انقلاب اسلامی[۵][۶]